# Lynn Burke
Lynn Edythe Burke, född 22 mars 1943 i New York, är en amerikansk före detta simmare.
Burke blev olympisk guldmedaljör på 100 meter ryggsim vid sommarspelen 1960 i Rom.